# Okręg wyborczy Lyons
Okręg wyborczy Lyons (ang. Division of Lyons) – jednomandatowy okręg wyborczy do Izby Reprezentantów Australii, obejmujący znaczną część środkowej i wschodniej Tasmanii. Został utworzony przed wyborami w 1984 roku, jego patronami są wspólnie były premier Tasmanii i premier Australii Joseph Lyons oraz jego żona Enid Lyons, która już jako wdowa została pierwszą w historii kobietą wybraną do Izby Reprezentantów, a także pierwszą kobietą powołaną w skład gabinetu federalnego Australii. 

## Lista posłów
| lata urzędowania | poseł           | przynależność              |
| ---------------- | --------------- | -------------------------- |
| 1984-1993        | Max Burr        | Liberalna Partia Australii |
| 1993-2013        | Dick Adams      | Australijska Partia Pracy  |
| od 2013          | Eric Hutchinson | Liberalna Partia Australii |

źródło: 